# إريك ستوكس
إريك ستوكس (بالإنجليزية: Eric Stokes)‏ هو عالم موسيقى وملحن أمريكي، ولد في 14 يوليو 1930، وتوفي في 1999.

## وصلات خارجية
- إريك ستوكس على موقع ميوزك برينز (الإنجليزية)